# Андский испанский
Андский испанский (исп. Español andino) — группа разновидностей испанской речи, распространённая в горных регионах Южной Америки (Анды). Современные андские говоры не являются гомогенными, поскольку они испытывают влияние языковых норм столиц тех государств, которые контролируют соответствующий горный сектор (Аргентина, Чили, Перу, Боливия, Колумбия, Венесуэла, Эквадор). Однако, всех их объединяет достаточно консервативные фонетические и грамматические нормы. Это во многом объясняется тем, что первые (а во многом и единственные) контакты местного автохтонного населения с испанцами имели место в XVI веке и местный испанский язык сохранил ориентацию на мадридские нормы того периода как следствие эффекта «первого впечатления». Более того, этот труднодоступный регион никогда не получал большое количество иммигрантов из других стран в последующие века, а потому здесь, с одной стороны, сохранились классические мадридские нормы, а с другой чувствуется сильное влияние автохтонных языков (кечуа, аймара), носители которых постепенно перешли на испанский.

## Характеристика
- В классических разновидностях андского испанского /s/ сохраняется в чистом виде, никогда не подвергаясь ни аспирации, ни леиции, ни дебуккализации. При этом часто сохраняется и её мадридский полуапикальный (немного шепелявый) характер, отличающий её от предорсальной реализации в большинстве американских разновидностей.
- Сохраняется классическое мадридское различие между «ll» [λ] и «y» [j].
- Преобладает классическое тутео. В андских говорах Венесуэлы женский гендерлект отличается от мужского сохранением восео. В андских говорах Аргентины тутео было вытеснено восео под влиянием столичных СМИ.
- В речи автохтонов и городских маргиналов нередки синтаксические кальки с индейских языков: A su casa de Jacinta me estoy yendo вместо Me estoy yendo a la casa de Jacinta.
- Bлияние других вариантов испанского языка в пределах государств приводит к своеобразным наложениям одних норм на другие, их гибридизации. Но если прибрежный перуанский испанский Косты практически идентичен/весьма близок к андскому языку в Перу, то риоплатский испанский Буэнос-Айреса отличается от андских говоров северо-западной Аргентины.
- В андских говорах Боливии и Эквадора наблюдается переход /rr/ > [řř] и /tr/ > [ř].

## Распространение

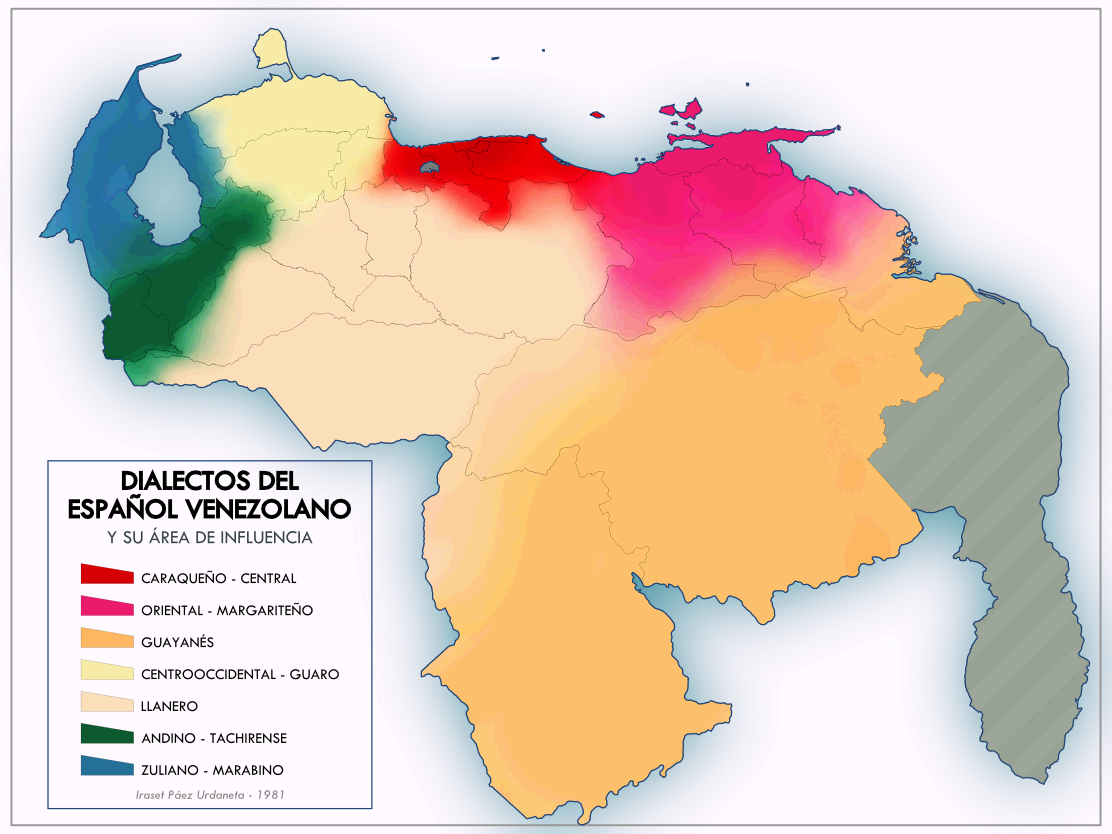
Андские говоры Венесуэлы резко отличаются от остальной территории страны, где преобладают карибские разновидности испанского языка
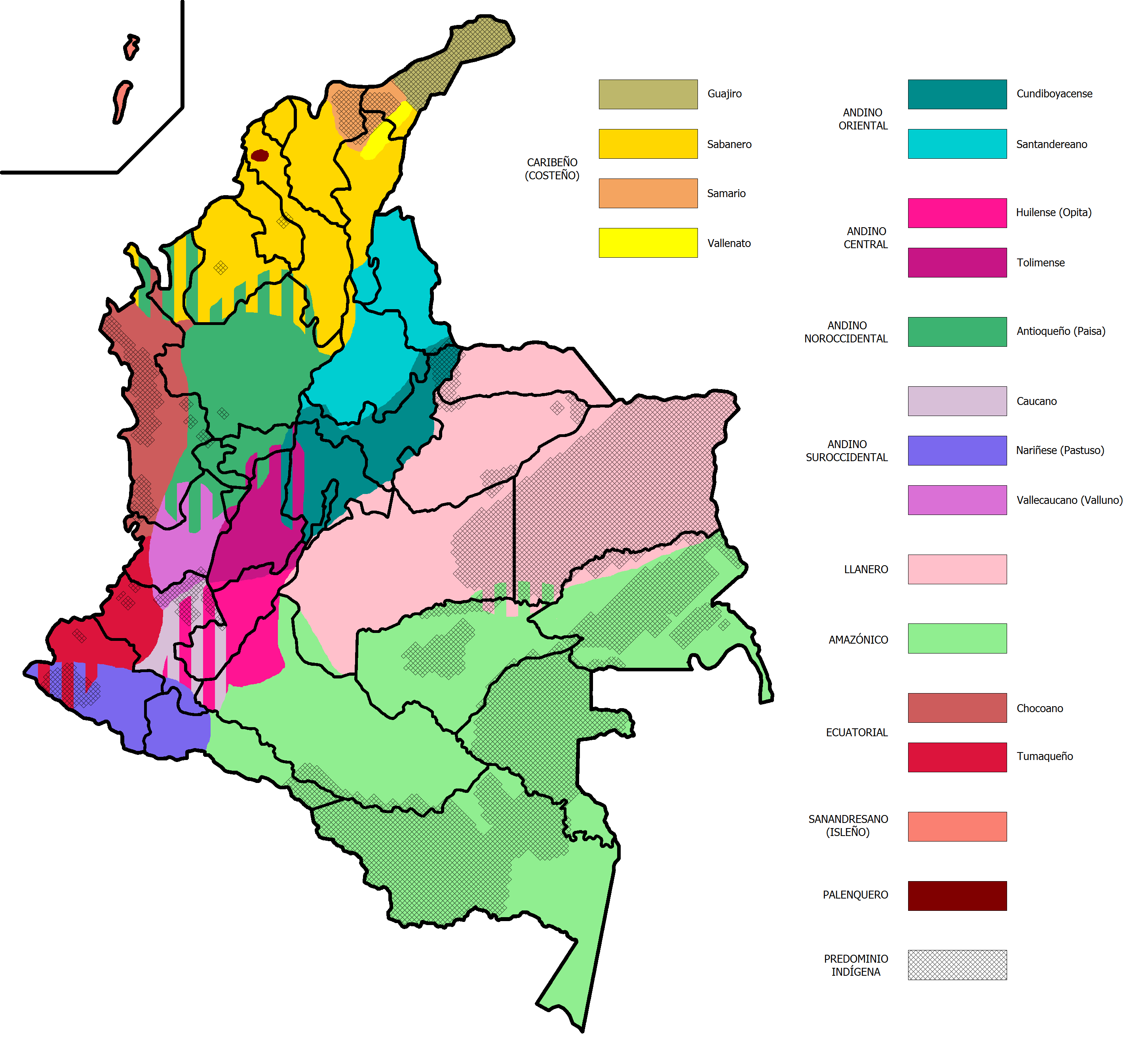
Жёлтым цветом показан андский говор республики Колумбия
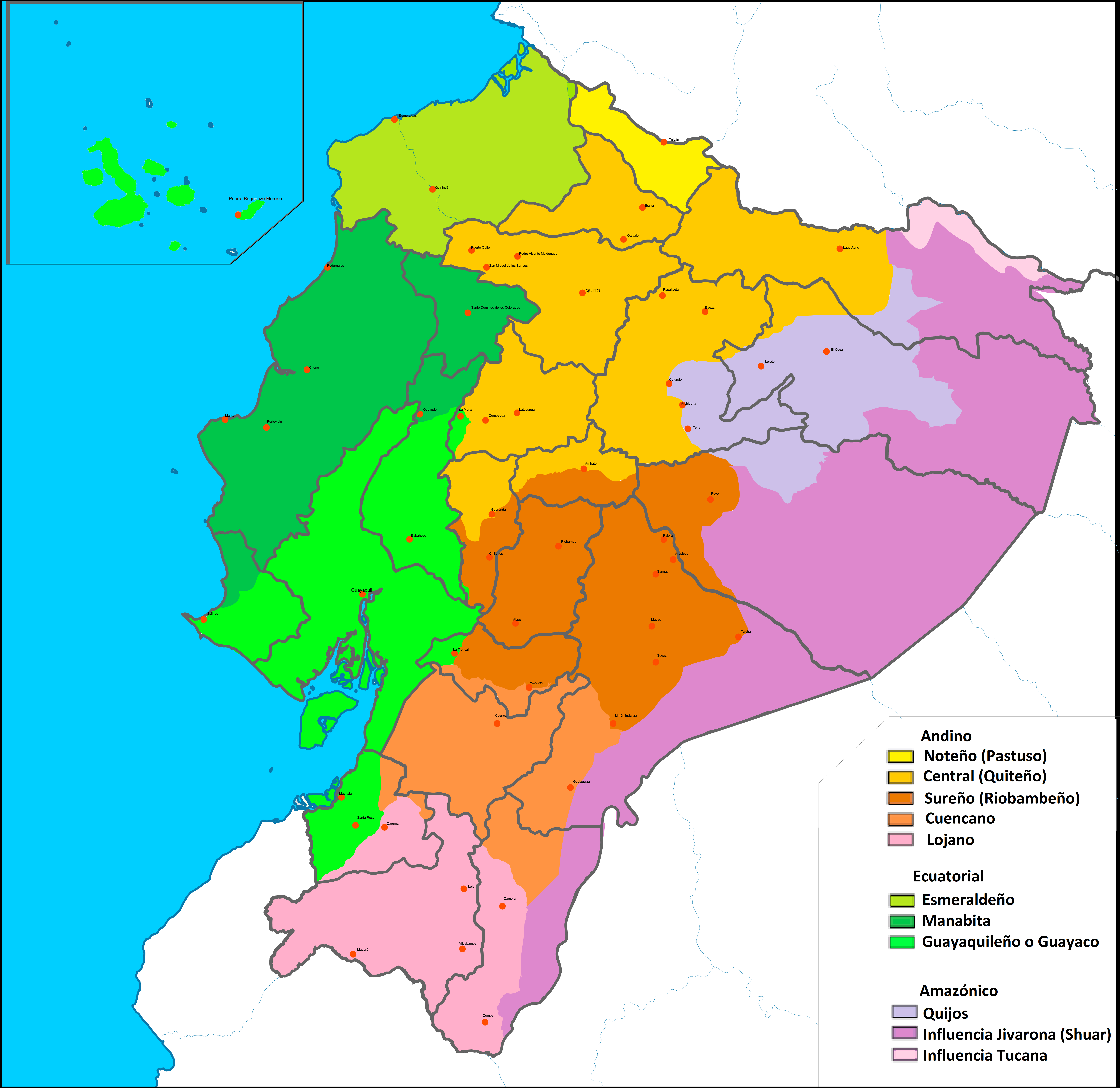
Андские говоры республики Эквадор
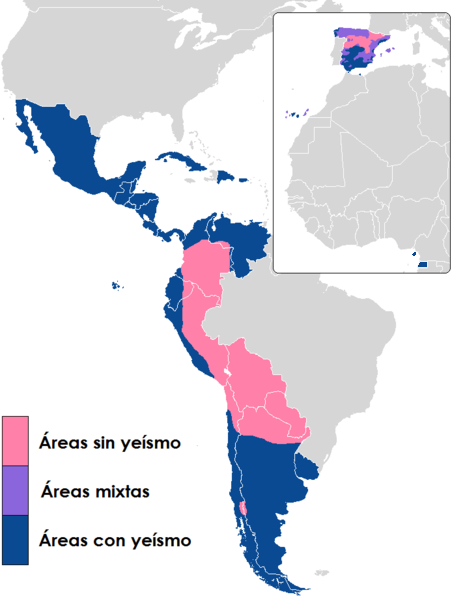
Карта распространения йеизма, розовый — нет, синий — есть